# Grad Đurđevac
Grad Đurđevac är en stad i Kroatien.   Den ligger i länet Koprivnica-Križevcis län, i den nordöstra delen av landet, 90 km öster om huvudstaden Zagreb.